# Li Rubai
Li Rubai (李如柏 ; 1553-1619) est un général chinois de la dynastie Ming, frère cadet de Li Rusong et fils de Li Chengliang. Il participe à la guerre Imjin et à la campagne contre le khan Jin de Nurhaci où il se suicide après la défaite à la bataille de Sarhu.

## Source de la traduction
- (en) Cet article est partiellement ou en totalité issu de l’article de Wikipédia en anglais intitulé « Li Rubai » (voir la liste des auteurs).

## Source
明史/卷238, Volume 238, Histoire des Ming